# Tickford
Tickford est un carrossier et préparateur automobile anglais fondé à Newport Pagnell (Buckinghamshire) vers 1820-1830.

## Historique
L'entreprise est fondée par Joseph Salmons vers 1820 ou 1830 selon les sources, sous le nom de Salmons and Sons.
Pendant les années 1930, Salmons construit des carrosseries convertibles standard que l'on retrouve dans les catalogues: BSA, Daimler, Hillman, Lanchester, MG, Rover, Standard, Triumph, Vauxhall et Wolseley.
A la fin des années 1930, 450 personnes travaillent à produire 30 carrosseries par semaine. Le show-room de Londres se trouve à 6–9 Upper Saint Martin's Lane WC2. En 1943, à la suite de l'achat par Ian Boswell de Salmons & Sons Limited la compagnie change de nom pour devenir Tickford Limited,  en référence au nom de la rue dans laquelle se trouve l'entreprise : la Tickford Street. 

Carrosseries Complètes
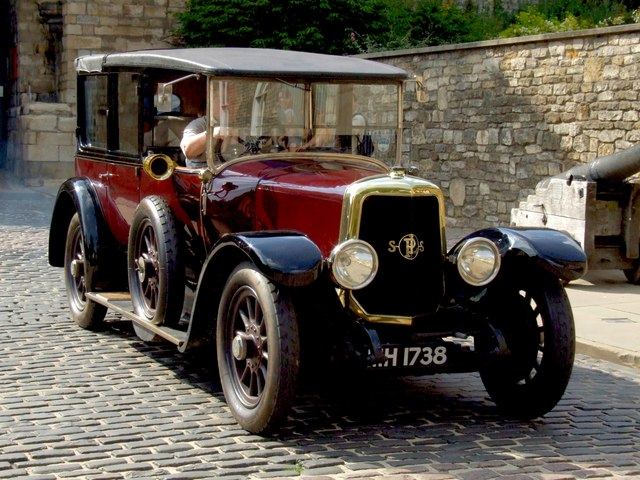
Panhard-Levassor 1924
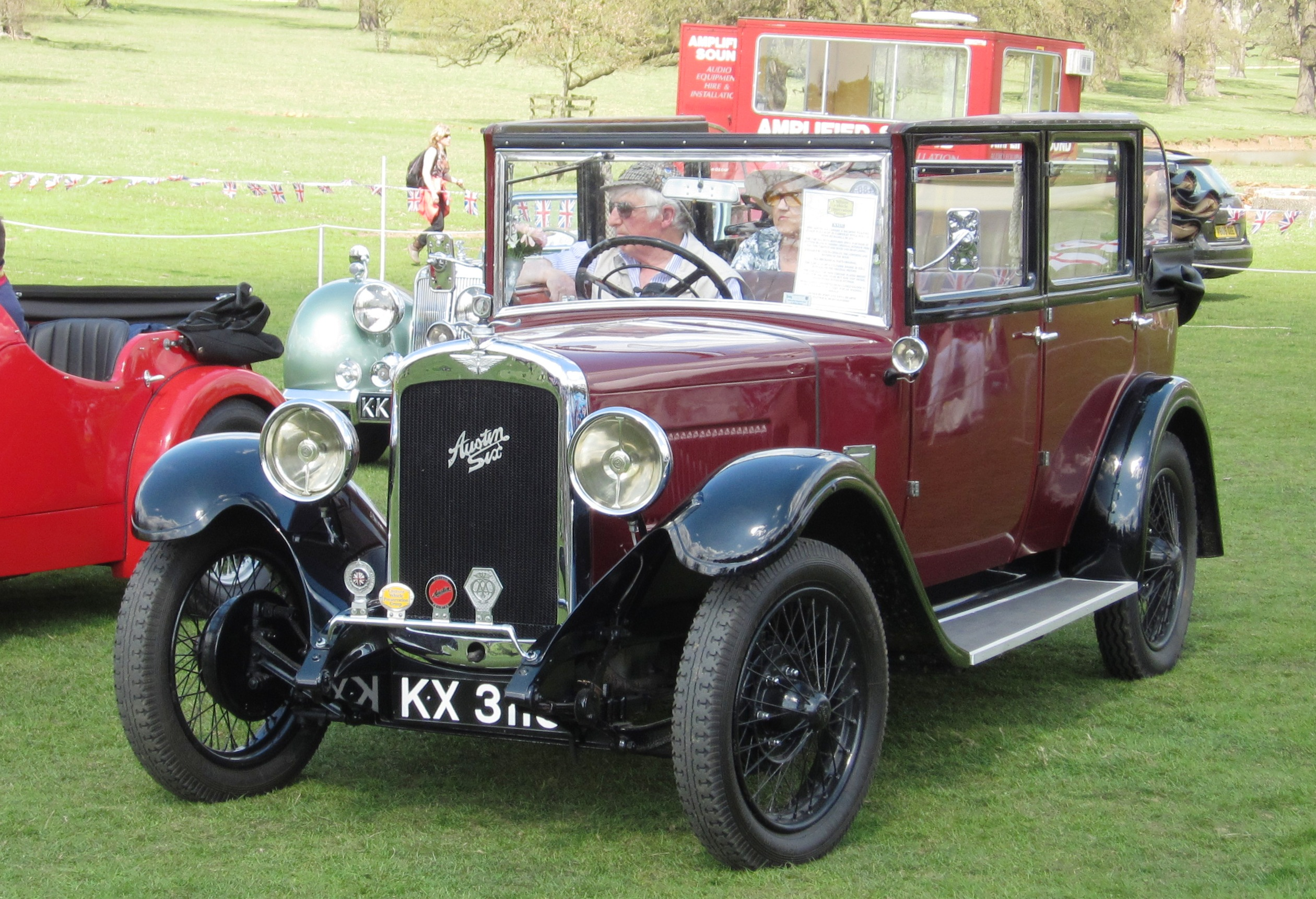
Austin Sixteen Light Six 1929
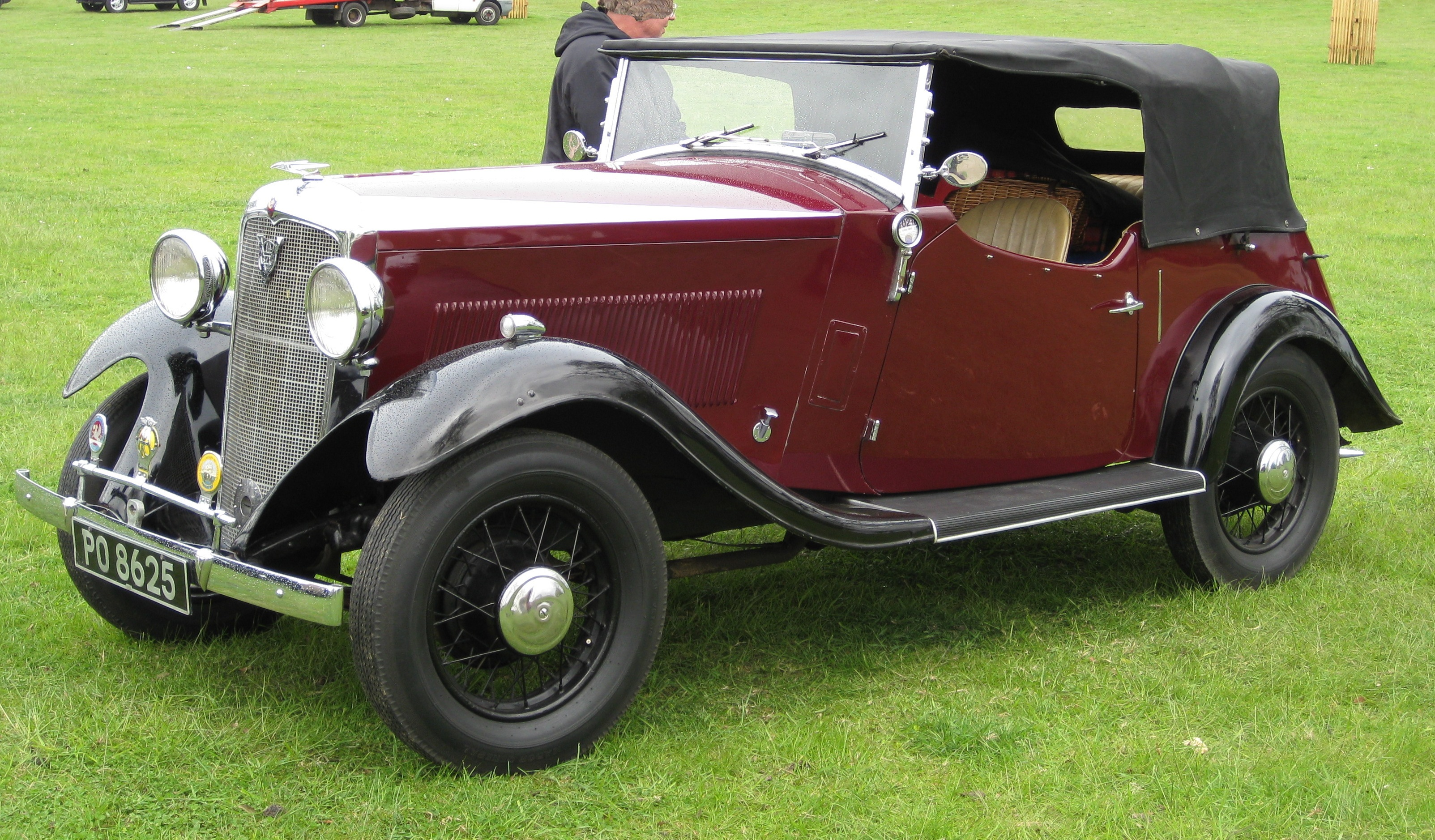
Vauxhall 14-6 1933
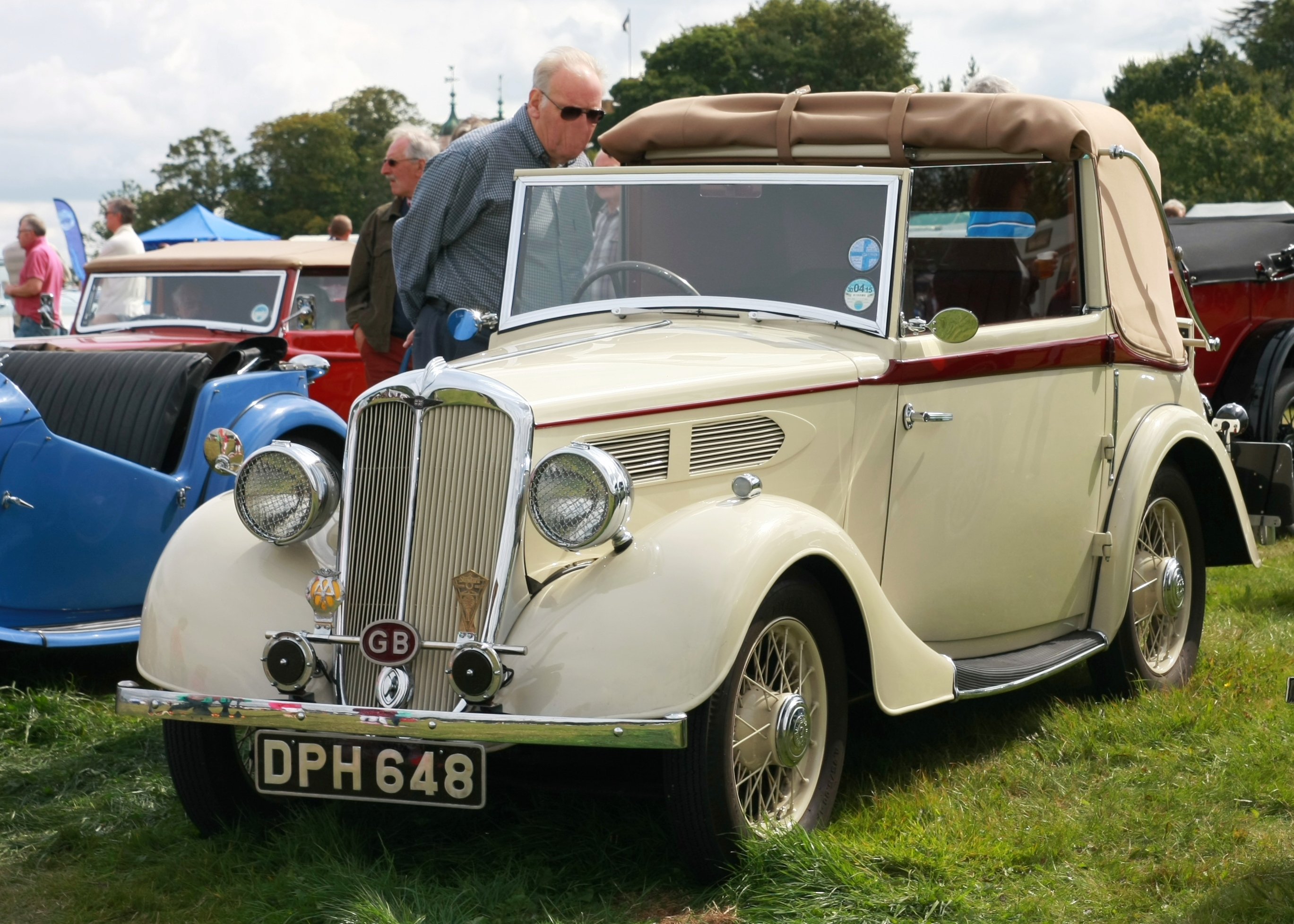
Standard Light Ten 1936
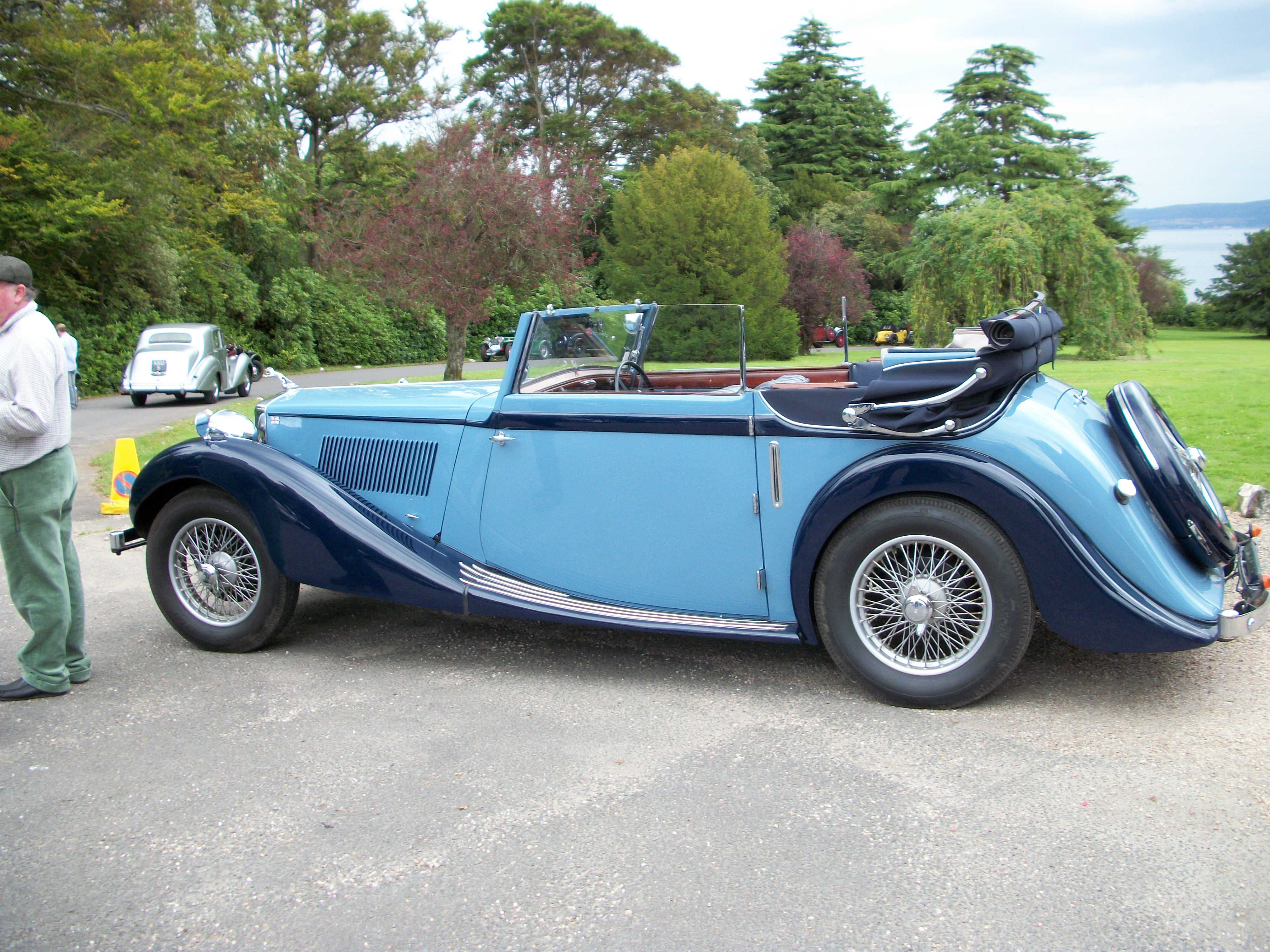
MG SA 1938
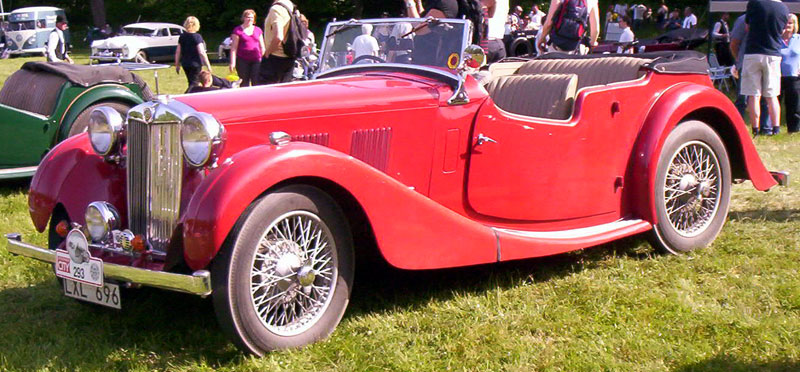
MG VA 1939
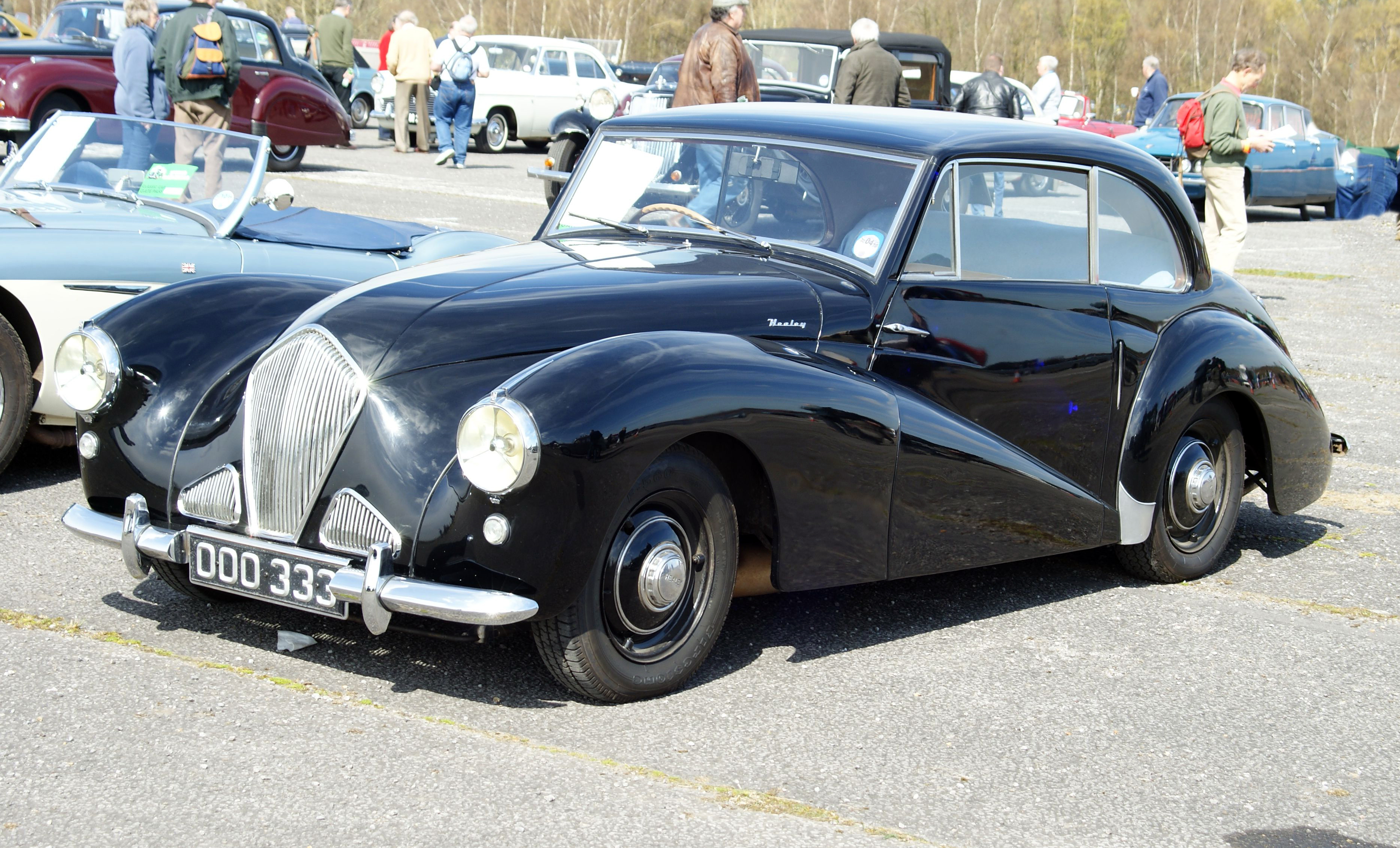
Healey 1952
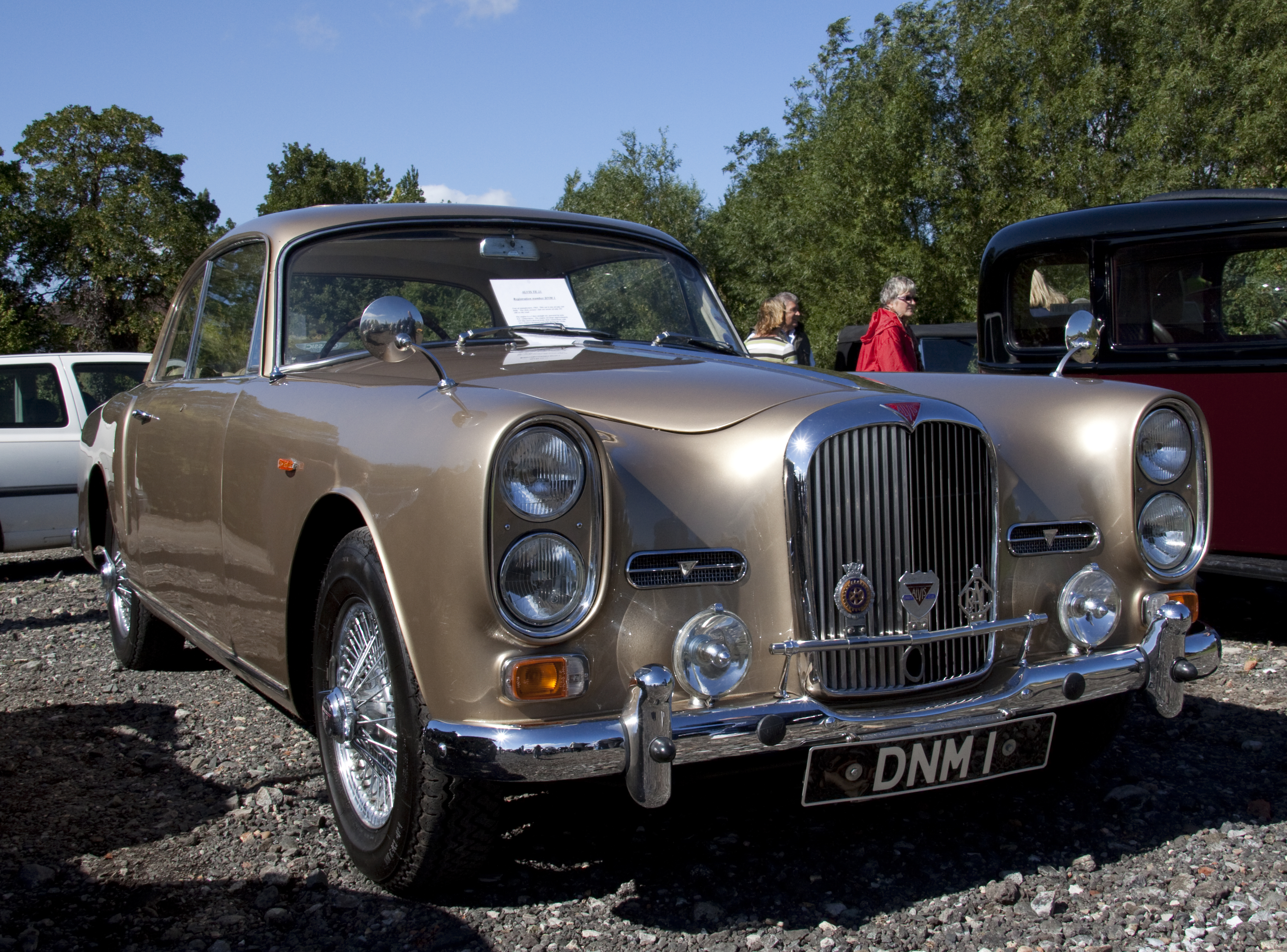
Alvis 1965

En 1954, Tickford est acquise par David Brown qui possède déjà Aston Martin depuis 1947. L'entreprise utilisait déjà les carrosseries Tickford avant le rachat. Ainsi, alors que la carrosserie de la Lagonda 2.6-Litre est d'abord fabriquée par Lagonda, elle est, à partir du début des années 1950 de plus en plus fabriquée par Tickford. De même la version coupé de la Lagonda 3-Litre est aussi carrossée par Tickford, tout comme la DB Mark III et la DB2/4 Mark II ou encore une version plus luxueuse et une version limousine de la Lagonda. Plus tard, l'entreprise participera aussi au développement du moteur de l'Aston Martin Virage (V8) et à celui de la DB7.
Elle collabore également avec d'autres marques comme Ford, Lancia, MG Motor ou Jaguar. Il résulte de ces partenariats des modèles comme la Tickford Capri, les Ford RS200 et RS500 ou encore la Jaguar XJS Cabriolet. En 1984, CH Industrials acquiert Tickford qui redevient indépendant dans les années 1990 avant d'être racheté par Prodrive en 2001. Depuis 2013, l'entreprise appartient au groupe Intertek et focalise son activité sur des tests moteurs (durabilité, efficacité, respect des normes de pollution) réalisés pour le compte de fabricants ou de gouvernements.